# Per-Olof Åstrand
Per-Olof Åstrand (21. Oktober 1922 in Svenarums församling, Jönköping län – 2. Januar 2015 in Täby församling) war ein schwedischer Physiologe und Sportwissenschaftler.

## Leben
Nach seinem Abitur studierte Åstrand gleichzeitig Sport an der Gymnastik- och idrottshögskolan (GCI) mit Sportlehrerexamen im Jahr 1946 sowie Medizin. Nach dem Sportexamen wurde er Wissenschaftlicher Mitarbeiter in der Physiologie des Karolinska-Instituts, wo er 1952 promoviert wurde. Nun wurde er Dozent und war von 1961 an Professor für Sportphysiologie am GCI und von 1977 bis 1989 Professor für Physiologie am Karolinska-Institut. Von 1977 bis 1988 gehörte er dem Nobelpreis-Auswahlkomitee des Instituts an. Åstrand gilt als Pionier und einer der Gründerväter der modernen Arbeits- und Sportphysiologie. Er hat sich sowohl im Leistungssport als auch in der Bewegungstherapie aller Altersbereiche engagiert. Der mit seiner Frau 1954 entwickelte Åstrand-Ryhming Fahrradergometertest wird noch immer verwendet. Sein Lehrbuch der Sportphysiologie wurde in acht Sprachen übersetzt. Er wurde durch Ehrendoktorwürden von acht Universitäten ausgezeichnet und war Ehrenmitglied des American College of Cardiology. des Royal Australasian College of Physicians und des American College of Sports Medicine. Im Jahr 2000 erhielt Åstrand den ersten Lifetime Achievement Award, den die American Society of Exercise Physiologists. (ASEP) vergab.

## Wissenschaftliche Erstforschungen
- Er war der Erste, der mit Muskelbiopsien die unterschiedliche menschliche Leistungsfähigkeit auf der Ebene der Muskelfasern erforschte.
- Er war der Erste, der das Enzymsystem, die Dichte des Kapillarsystems und die Myoglobinkonzentration mit Ausdauerleistungsfähigkeit erforschte.
- Er erforschte den Zusammenhang von Anabolen Steroiden und Kraft- und Ausdauertraining.
- Er war der Erste, der die Wirkung von Blutdoping experimentell belegte.

Der WorldCat führt 2797 Publikationen von und über ihn.